# Tenontosaurus
Genre
Espèces de rang inférieur
- † Tenontosaurus tilletti Ostrom, 1970, espèce type
- † Tenontosaurus dossi Winkler, Murray & Jacobs, 1997

Tenontosaurus (ténontosaure en français) est un genre éteint de dinosaures ornithopodes d'assez grande taille. Il a vécu aux États-Unis au cours du Crétacé inférieur, plus précisément de l'Aptien-Albien, soit il y a environ entre 121,4 et 100,5 millions d'années.

## Étymologie
Son nom est composé de « tendon » (tenon), en raison des tendons ossifiés généralement conservés en même temps que les vertèbres de son énorme queue et de « lézard » (saurus), pour donner « lézard à tendons ».

## Liste des espèces
Le genre contient deux espèces : 
- † Tenontosaurus tilletti, décrite par John Ostrom[1] en 1970. Plusieurs spécimens de cette espèce ont été retrouvés dans la formation de Cloverly du Wyoming et Montana, de même que dans la formation d'Antlers du sud de l'Oklahoma ;
- † Tenontosaurus dossi, décrite par Winkler, Murray & Jacobs[2] en 1997. Cette deuxième espèce n'est connue que par une poignée de spécimens recueillis dans la Formation de Twin Mountains (en) dans le comté de Parker du Texas.

## Description

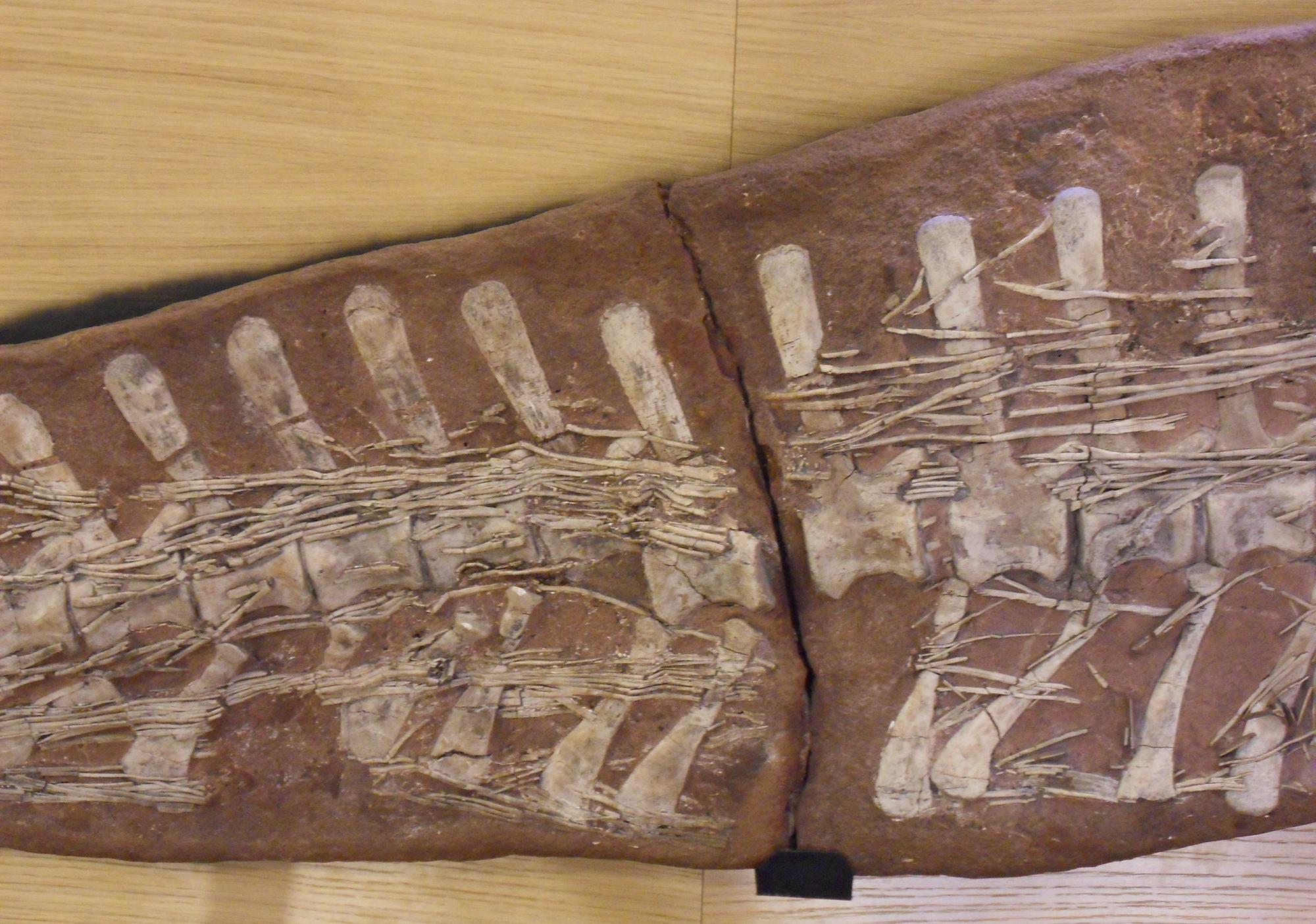
Base de la queue d'un Tenontosaurus montrant la façon dont les nombreux tendons ossifiés étaient rassemblés le long de la colonne vertébrale.

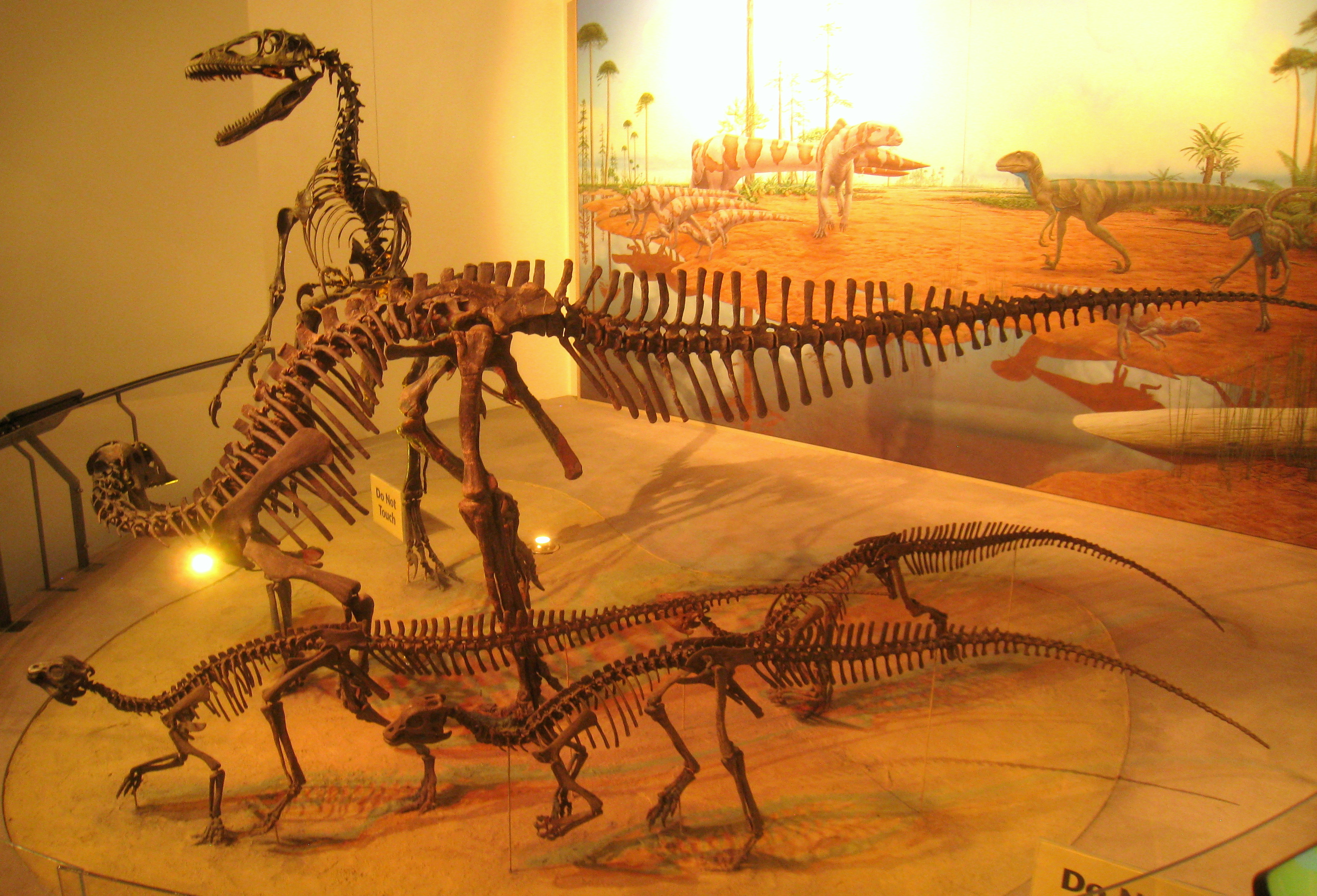
Ensemble de quatre squelettes reconstitués de Tenontosaurus tilletti (un adulte et trois juvéniles) attaqués, à l'arrière plan, par leur principal prédateur Deinonychus antirrhopus.
Académie des sciences naturelles de Philadelphie.

Tenontosaurus mesurait entre 7,3 et 8 mètres de long, 3 mètres de haut sur ses pattes arrière et pesait environ une tonne. Il possédait une queue très longue et très musclée, qui pouvait atteindre quatre mètres de long et devait servir à sa défense.
La principale caractéristique de la queue de Tenontosaurus est la présence de nombreux tendons ossifiés, rassemblés le long de la colonne vertébrale qui lui donnaient une grande rigidité. Elle était probablement portée dressée. En effet, aucune trace de son frottement sur le sol n'a été observée sur les pistes fossilisées de ce dinosaure.  
Cet herbivore avait un corps trapu et de longues pattes postérieures. Il devait marcher sur ses quatre pattes, avec la possibilité de se dresser sur ses pattes arrière pour atteindre de la végétation en hauteur. Ses bras longs et forts se terminaient par des mains larges, pourvues de cinq doigts.

## Paléobiologie

### Régime alimentaire
Tenontosaurus , en se dressant sur ses pattes arrière, devait atteindre une végétation située à environ 3 mètres de hauteur. Il se nourrissait donc de fougères et d'arbustes, sans pouvoir atteindre les frondaisons des grands arbres comme les conifères et les ginkgos. Cependant, son puissant bec en forme de « U » et les surfaces de coupe inclinées de ses dents, lui permettaient vraisemblablement de tout consommer sur ces plantes (feuilles, bois et fruits).

### Prédateurs
Il semble avoir été une des proies du théropode Deinonychus. En effet, 20 % des fossiles de ténontosaures ont été découverts en association avec des restes de ce prédateur. Celui-ci devait chasser de préférence les jeunes, les adultes étant trop gros pour lui, mais il pouvait éventuellement attaquer des animaux malades ou se nourrir sur les carcasses,.

## Classification

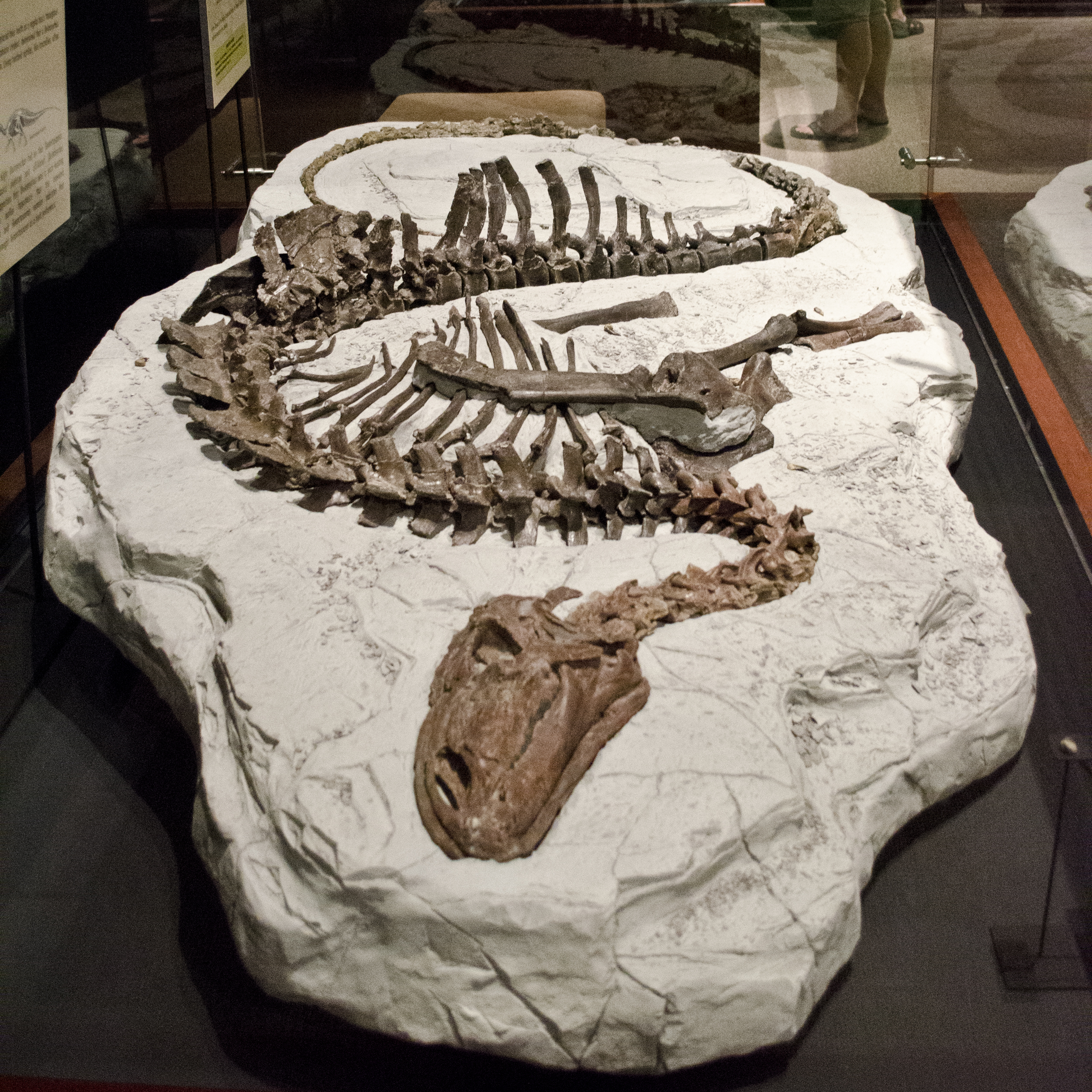
Partie avant du squelette de Tenontosaurus.

Le cladogramme réalisé à partir d'une analyse phylogénétique de Richard Butler et al. en 2011 montre la position de Tenontosaurus au sein des iguanodontes :
|  | Changchunsaurus |
|  |                 |
|  | Jeholosaurus    |
|  |                 |

|  | Gasparinisaura |
|  |                |
|  | Parksosaurus   |
|  |                |

|  | Bugenasaura    |
|  |                |
|  | Thescelosaurus |
|  |                |

|  | T. tilletti |
|  |             |
|  | T. dossi    |
|  |             |

|  | Dryosauridae                                                  |
|  |                                                               |
|  | Ankylopollexia (incluant Iguanodon, Hadrosauridae, et autres) |
|  |                                                               |

|  | T. tilletti |
|  |             |
|  | T. dossi    |
|  |             |

|  | Dryosauridae                                                  |
|  |                                                               |
|  | Ankylopollexia (incluant Iguanodon, Hadrosauridae, et autres) |
|  |                                                               |

|  | T. tilletti |
|  |             |
|  | T. dossi    |
|  |             |

|  | Dryosauridae                                                  |
|  |                                                               |
|  | Ankylopollexia (incluant Iguanodon, Hadrosauridae, et autres) |
|  |                                                               |

|  | T. tilletti |
|  |             |
|  | T. dossi    |
|  |             |

|  | Dryosauridae                                                  |
|  |                                                               |
|  | Ankylopollexia (incluant Iguanodon, Hadrosauridae, et autres) |
|  |                                                               |

|  | T. tilletti |
|  |             |
|  | T. dossi    |
|  |             |

|  | Dryosauridae                                                  |
|  |                                                               |
|  | Ankylopollexia (incluant Iguanodon, Hadrosauridae, et autres) |
|  |                                                               |

|  | T. tilletti |
|  |             |
|  | T. dossi    |
|  |             |

|  | Dryosauridae                                                  |
|  |                                                               |
|  | Ankylopollexia (incluant Iguanodon, Hadrosauridae, et autres) |
|  |                                                               |

|  | T. tilletti |
|  |             |
|  | T. dossi    |
|  |             |

|  | Dryosauridae                                                  |
|  |                                                               |
|  | Ankylopollexia (incluant Iguanodon, Hadrosauridae, et autres) |
|  |                                                               |

|  | T. tilletti |
|  |             |
|  | T. dossi    |
|  |             |

|  | Dryosauridae                                                  |
|  |                                                               |
|  | Ankylopollexia (incluant Iguanodon, Hadrosauridae, et autres) |
|  |                                                               |

|  | T. tilletti |
|  |             |
|  | T. dossi    |
|  |             |

|  | Dryosauridae                                                  |
|  |                                                               |
|  | Ankylopollexia (incluant Iguanodon, Hadrosauridae, et autres) |
|  |                                                               |

|  | T. tilletti |
|  |             |
|  | T. dossi    |
|  |             |

|  | Dryosauridae                                                  |
|  |                                                               |
|  | Ankylopollexia (incluant Iguanodon, Hadrosauridae, et autres) |
|  |                                                               |

|  | T. tilletti |
|  |             |
|  | T. dossi    |
|  |             |

|  | Dryosauridae                                                  |
|  |                                                               |
|  | Ankylopollexia (incluant Iguanodon, Hadrosauridae, et autres) |
|  |                                                               |

|  | T. tilletti |
|  |             |
|  | T. dossi    |
|  |             |

|  | Dryosauridae                                                  |
|  |                                                               |
|  | Ankylopollexia (incluant Iguanodon, Hadrosauridae, et autres) |
|  |                                                               |

|  | T. tilletti |
|  |             |
|  | T. dossi    |
|  |             |

|  | Dryosauridae                                                  |
|  |                                                               |
|  | Ankylopollexia (incluant Iguanodon, Hadrosauridae, et autres) |
|  |                                                               |

|  | T. tilletti |
|  |             |
|  | T. dossi    |
|  |             |

|  | Dryosauridae                                                  |
|  |                                                               |
|  | Ankylopollexia (incluant Iguanodon, Hadrosauridae, et autres) |
|  |                                                               |

|  | T. tilletti |
|  |             |
|  | T. dossi    |
|  |             |

|  | Dryosauridae                                                  |
|  |                                                               |
|  | Ankylopollexia (incluant Iguanodon, Hadrosauridae, et autres) |
|  |                                                               |

|  | T. tilletti |
|  |             |
|  | T. dossi    |
|  |             |

|  | Dryosauridae                                                  |
|  |                                                               |
|  | Ankylopollexia (incluant Iguanodon, Hadrosauridae, et autres) |
|  |                                                               |

|  | Bugenasaura    |
|  |                |
|  | Thescelosaurus |
|  |                |

|  | T. tilletti |
|  |             |
|  | T. dossi    |
|  |             |

|  | Dryosauridae                                                  |
|  |                                                               |
|  | Ankylopollexia (incluant Iguanodon, Hadrosauridae, et autres) |
|  |                                                               |

|  | T. tilletti |
|  |             |
|  | T. dossi    |
|  |             |

|  | Dryosauridae                                                  |
|  |                                                               |
|  | Ankylopollexia (incluant Iguanodon, Hadrosauridae, et autres) |
|  |                                                               |

|  | T. tilletti |
|  |             |
|  | T. dossi    |
|  |             |

|  | Dryosauridae                                                  |
|  |                                                               |
|  | Ankylopollexia (incluant Iguanodon, Hadrosauridae, et autres) |
|  |                                                               |

|  | T. tilletti |
|  |             |
|  | T. dossi    |
|  |             |

|  | Dryosauridae                                                  |
|  |                                                               |
|  | Ankylopollexia (incluant Iguanodon, Hadrosauridae, et autres) |
|  |                                                               |

|  | T. tilletti |
|  |             |
|  | T. dossi    |
|  |             |

|  | Dryosauridae                                                  |
|  |                                                               |
|  | Ankylopollexia (incluant Iguanodon, Hadrosauridae, et autres) |
|  |                                                               |

|  | T. tilletti |
|  |             |
|  | T. dossi    |
|  |             |

|  | Dryosauridae                                                  |
|  |                                                               |
|  | Ankylopollexia (incluant Iguanodon, Hadrosauridae, et autres) |
|  |                                                               |

|  | T. tilletti |
|  |             |
|  | T. dossi    |
|  |             |

|  | Dryosauridae                                                  |
|  |                                                               |
|  | Ankylopollexia (incluant Iguanodon, Hadrosauridae, et autres) |
|  |                                                               |

|  | T. tilletti |
|  |             |
|  | T. dossi    |
|  |             |

|  | Dryosauridae                                                  |
|  |                                                               |
|  | Ankylopollexia (incluant Iguanodon, Hadrosauridae, et autres) |
|  |                                                               |

|  | T. tilletti |
|  |             |
|  | T. dossi    |
|  |             |

|  | Dryosauridae                                                  |
|  |                                                               |
|  | Ankylopollexia (incluant Iguanodon, Hadrosauridae, et autres) |
|  |                                                               |

|  | T. tilletti |
|  |             |
|  | T. dossi    |
|  |             |

|  | Dryosauridae                                                  |
|  |                                                               |
|  | Ankylopollexia (incluant Iguanodon, Hadrosauridae, et autres) |
|  |                                                               |

|  | T. tilletti |
|  |             |
|  | T. dossi    |
|  |             |

|  | Dryosauridae                                                  |
|  |                                                               |
|  | Ankylopollexia (incluant Iguanodon, Hadrosauridae, et autres) |
|  |                                                               |

|  | T. tilletti |
|  |             |
|  | T. dossi    |
|  |             |

|  | Dryosauridae                                                  |
|  |                                                               |
|  | Ankylopollexia (incluant Iguanodon, Hadrosauridae, et autres) |
|  |                                                               |

|  | T. tilletti |
|  |             |
|  | T. dossi    |
|  |             |

|  | Dryosauridae                                                  |
|  |                                                               |
|  | Ankylopollexia (incluant Iguanodon, Hadrosauridae, et autres) |
|  |                                                               |

|  | T. tilletti |
|  |             |
|  | T. dossi    |
|  |             |

|  | Dryosauridae                                                  |
|  |                                                               |
|  | Ankylopollexia (incluant Iguanodon, Hadrosauridae, et autres) |
|  |                                                               |

|  | T. tilletti |
|  |             |
|  | T. dossi    |
|  |             |

|  | Dryosauridae                                                  |
|  |                                                               |
|  | Ankylopollexia (incluant Iguanodon, Hadrosauridae, et autres) |
|  |                                                               |

|  | T. tilletti |
|  |             |
|  | T. dossi    |
|  |             |

|  | Dryosauridae                                                  |
|  |                                                               |
|  | Ankylopollexia (incluant Iguanodon, Hadrosauridae, et autres) |
|  |                                                               |

|  | Gasparinisaura |
|  |                |
|  | Parksosaurus   |
|  |                |

|  | Bugenasaura    |
|  |                |
|  | Thescelosaurus |
|  |                |

|  | T. tilletti |
|  |             |
|  | T. dossi    |
|  |             |

|  | Dryosauridae                                                  |
|  |                                                               |
|  | Ankylopollexia (incluant Iguanodon, Hadrosauridae, et autres) |
|  |                                                               |

|  | T. tilletti |
|  |             |
|  | T. dossi    |
|  |             |

|  | Dryosauridae                                                  |
|  |                                                               |
|  | Ankylopollexia (incluant Iguanodon, Hadrosauridae, et autres) |
|  |                                                               |

|  | T. tilletti |
|  |             |
|  | T. dossi    |
|  |             |

|  | Dryosauridae                                                  |
|  |                                                               |
|  | Ankylopollexia (incluant Iguanodon, Hadrosauridae, et autres) |
|  |                                                               |

|  | T. tilletti |
|  |             |
|  | T. dossi    |
|  |             |

|  | Dryosauridae                                                  |
|  |                                                               |
|  | Ankylopollexia (incluant Iguanodon, Hadrosauridae, et autres) |
|  |                                                               |

|  | T. tilletti |
|  |             |
|  | T. dossi    |
|  |             |

|  | Dryosauridae                                                  |
|  |                                                               |
|  | Ankylopollexia (incluant Iguanodon, Hadrosauridae, et autres) |
|  |                                                               |

|  | T. tilletti |
|  |             |
|  | T. dossi    |
|  |             |

|  | Dryosauridae                                                  |
|  |                                                               |
|  | Ankylopollexia (incluant Iguanodon, Hadrosauridae, et autres) |
|  |                                                               |

|  | T. tilletti |
|  |             |
|  | T. dossi    |
|  |             |

|  | Dryosauridae                                                  |
|  |                                                               |
|  | Ankylopollexia (incluant Iguanodon, Hadrosauridae, et autres) |
|  |                                                               |

|  | T. tilletti |
|  |             |
|  | T. dossi    |
|  |             |

|  | Dryosauridae                                                  |
|  |                                                               |
|  | Ankylopollexia (incluant Iguanodon, Hadrosauridae, et autres) |
|  |                                                               |

|  | T. tilletti |
|  |             |
|  | T. dossi    |
|  |             |

|  | Dryosauridae                                                  |
|  |                                                               |
|  | Ankylopollexia (incluant Iguanodon, Hadrosauridae, et autres) |
|  |                                                               |

|  | T. tilletti |
|  |             |
|  | T. dossi    |
|  |             |

|  | Dryosauridae                                                  |
|  |                                                               |
|  | Ankylopollexia (incluant Iguanodon, Hadrosauridae, et autres) |
|  |                                                               |

|  | T. tilletti |
|  |             |
|  | T. dossi    |
|  |             |

|  | Dryosauridae                                                  |
|  |                                                               |
|  | Ankylopollexia (incluant Iguanodon, Hadrosauridae, et autres) |
|  |                                                               |

|  | T. tilletti |
|  |             |
|  | T. dossi    |
|  |             |

|  | Dryosauridae                                                  |
|  |                                                               |
|  | Ankylopollexia (incluant Iguanodon, Hadrosauridae, et autres) |
|  |                                                               |

|  | T. tilletti |
|  |             |
|  | T. dossi    |
|  |             |

|  | Dryosauridae                                                  |
|  |                                                               |
|  | Ankylopollexia (incluant Iguanodon, Hadrosauridae, et autres) |
|  |                                                               |

|  | T. tilletti |
|  |             |
|  | T. dossi    |
|  |             |

|  | Dryosauridae                                                  |
|  |                                                               |
|  | Ankylopollexia (incluant Iguanodon, Hadrosauridae, et autres) |
|  |                                                               |

|  | T. tilletti |
|  |             |
|  | T. dossi    |
|  |             |

|  | Dryosauridae                                                  |
|  |                                                               |
|  | Ankylopollexia (incluant Iguanodon, Hadrosauridae, et autres) |
|  |                                                               |

|  | T. tilletti |
|  |             |
|  | T. dossi    |
|  |             |

|  | Dryosauridae                                                  |
|  |                                                               |
|  | Ankylopollexia (incluant Iguanodon, Hadrosauridae, et autres) |
|  |                                                               |

|  | Bugenasaura    |
|  |                |
|  | Thescelosaurus |
|  |                |

|  | T. tilletti |
|  |             |
|  | T. dossi    |
|  |             |

|  | Dryosauridae                                                  |
|  |                                                               |
|  | Ankylopollexia (incluant Iguanodon, Hadrosauridae, et autres) |
|  |                                                               |

|  | T. tilletti |
|  |             |
|  | T. dossi    |
|  |             |

|  | Dryosauridae                                                  |
|  |                                                               |
|  | Ankylopollexia (incluant Iguanodon, Hadrosauridae, et autres) |
|  |                                                               |

|  | T. tilletti |
|  |             |
|  | T. dossi    |
|  |             |

|  | Dryosauridae                                                  |
|  |                                                               |
|  | Ankylopollexia (incluant Iguanodon, Hadrosauridae, et autres) |
|  |                                                               |

|  | T. tilletti |
|  |             |
|  | T. dossi    |
|  |             |

|  | Dryosauridae                                                  |
|  |                                                               |
|  | Ankylopollexia (incluant Iguanodon, Hadrosauridae, et autres) |
|  |                                                               |

|  | T. tilletti |
|  |             |
|  | T. dossi    |
|  |             |

|  | Dryosauridae                                                  |
|  |                                                               |
|  | Ankylopollexia (incluant Iguanodon, Hadrosauridae, et autres) |
|  |                                                               |

|  | T. tilletti |
|  |             |
|  | T. dossi    |
|  |             |

|  | Dryosauridae                                                  |
|  |                                                               |
|  | Ankylopollexia (incluant Iguanodon, Hadrosauridae, et autres) |
|  |                                                               |

|  | T. tilletti |
|  |             |
|  | T. dossi    |
|  |             |

|  | Dryosauridae                                                  |
|  |                                                               |
|  | Ankylopollexia (incluant Iguanodon, Hadrosauridae, et autres) |
|  |                                                               |

|  | T. tilletti |
|  |             |
|  | T. dossi    |
|  |             |

|  | Dryosauridae                                                  |
|  |                                                               |
|  | Ankylopollexia (incluant Iguanodon, Hadrosauridae, et autres) |
|  |                                                               |

|  | T. tilletti |
|  |             |
|  | T. dossi    |
|  |             |

|  | Dryosauridae                                                  |
|  |                                                               |
|  | Ankylopollexia (incluant Iguanodon, Hadrosauridae, et autres) |
|  |                                                               |

|  | T. tilletti |
|  |             |
|  | T. dossi    |
|  |             |

|  | Dryosauridae                                                  |
|  |                                                               |
|  | Ankylopollexia (incluant Iguanodon, Hadrosauridae, et autres) |
|  |                                                               |

|  | T. tilletti |
|  |             |
|  | T. dossi    |
|  |             |

|  | Dryosauridae                                                  |
|  |                                                               |
|  | Ankylopollexia (incluant Iguanodon, Hadrosauridae, et autres) |
|  |                                                               |

|  | T. tilletti |
|  |             |
|  | T. dossi    |
|  |             |

|  | Dryosauridae                                                  |
|  |                                                               |
|  | Ankylopollexia (incluant Iguanodon, Hadrosauridae, et autres) |
|  |                                                               |

|  | T. tilletti |
|  |             |
|  | T. dossi    |
|  |             |

|  | Dryosauridae                                                  |
|  |                                                               |
|  | Ankylopollexia (incluant Iguanodon, Hadrosauridae, et autres) |
|  |                                                               |

|  | T. tilletti |
|  |             |
|  | T. dossi    |
|  |             |

|  | Dryosauridae                                                  |
|  |                                                               |
|  | Ankylopollexia (incluant Iguanodon, Hadrosauridae, et autres) |
|  |                                                               |

|  | T. tilletti |
|  |             |
|  | T. dossi    |
|  |             |

|  | Dryosauridae                                                  |
|  |                                                               |
|  | Ankylopollexia (incluant Iguanodon, Hadrosauridae, et autres) |
|  |                                                               |

|  | T. tilletti |
|  |             |
|  | T. dossi    |
|  |             |

|  | Dryosauridae                                                  |
|  |                                                               |
|  | Ankylopollexia (incluant Iguanodon, Hadrosauridae, et autres) |
|  |                                                               |

|  | Changchunsaurus |
|  |                 |
|  | Jeholosaurus    |
|  |                 |

|  | Gasparinisaura |
|  |                |
|  | Parksosaurus   |
|  |                |

|  | Bugenasaura    |
|  |                |
|  | Thescelosaurus |
|  |                |

|  | T. tilletti |
|  |             |
|  | T. dossi    |
|  |             |

|  | Dryosauridae                                                  |
|  |                                                               |
|  | Ankylopollexia (incluant Iguanodon, Hadrosauridae, et autres) |
|  |                                                               |

|  | T. tilletti |
|  |             |
|  | T. dossi    |
|  |             |

|  | Dryosauridae                                                  |
|  |                                                               |
|  | Ankylopollexia (incluant Iguanodon, Hadrosauridae, et autres) |
|  |                                                               |

|  | T. tilletti |
|  |             |
|  | T. dossi    |
|  |             |

|  | Dryosauridae                                                  |
|  |                                                               |
|  | Ankylopollexia (incluant Iguanodon, Hadrosauridae, et autres) |
|  |                                                               |

|  | T. tilletti |
|  |             |
|  | T. dossi    |
|  |             |

|  | Dryosauridae                                                  |
|  |                                                               |
|  | Ankylopollexia (incluant Iguanodon, Hadrosauridae, et autres) |
|  |                                                               |

|  | T. tilletti |
|  |             |
|  | T. dossi    |
|  |             |

|  | Dryosauridae                                                  |
|  |                                                               |
|  | Ankylopollexia (incluant Iguanodon, Hadrosauridae, et autres) |
|  |                                                               |

|  | T. tilletti |
|  |             |
|  | T. dossi    |
|  |             |

|  | Dryosauridae                                                  |
|  |                                                               |
|  | Ankylopollexia (incluant Iguanodon, Hadrosauridae, et autres) |
|  |                                                               |

|  | T. tilletti |
|  |             |
|  | T. dossi    |
|  |             |

|  | Dryosauridae                                                  |
|  |                                                               |
|  | Ankylopollexia (incluant Iguanodon, Hadrosauridae, et autres) |
|  |                                                               |

|  | T. tilletti |
|  |             |
|  | T. dossi    |
|  |             |

|  | Dryosauridae                                                  |
|  |                                                               |
|  | Ankylopollexia (incluant Iguanodon, Hadrosauridae, et autres) |
|  |                                                               |

|  | T. tilletti |
|  |             |
|  | T. dossi    |
|  |             |

|  | Dryosauridae                                                  |
|  |                                                               |
|  | Ankylopollexia (incluant Iguanodon, Hadrosauridae, et autres) |
|  |                                                               |

|  | T. tilletti |
|  |             |
|  | T. dossi    |
|  |             |

|  | Dryosauridae                                                  |
|  |                                                               |
|  | Ankylopollexia (incluant Iguanodon, Hadrosauridae, et autres) |
|  |                                                               |

|  | T. tilletti |
|  |             |
|  | T. dossi    |
|  |             |

|  | Dryosauridae                                                  |
|  |                                                               |
|  | Ankylopollexia (incluant Iguanodon, Hadrosauridae, et autres) |
|  |                                                               |

|  | T. tilletti |
|  |             |
|  | T. dossi    |
|  |             |

|  | Dryosauridae                                                  |
|  |                                                               |
|  | Ankylopollexia (incluant Iguanodon, Hadrosauridae, et autres) |
|  |                                                               |

|  | T. tilletti |
|  |             |
|  | T. dossi    |
|  |             |

|  | Dryosauridae                                                  |
|  |                                                               |
|  | Ankylopollexia (incluant Iguanodon, Hadrosauridae, et autres) |
|  |                                                               |

|  | T. tilletti |
|  |             |
|  | T. dossi    |
|  |             |

|  | Dryosauridae                                                  |
|  |                                                               |
|  | Ankylopollexia (incluant Iguanodon, Hadrosauridae, et autres) |
|  |                                                               |

|  | T. tilletti |
|  |             |
|  | T. dossi    |
|  |             |

|  | Dryosauridae                                                  |
|  |                                                               |
|  | Ankylopollexia (incluant Iguanodon, Hadrosauridae, et autres) |
|  |                                                               |

|  | T. tilletti |
|  |             |
|  | T. dossi    |
|  |             |

|  | Dryosauridae                                                  |
|  |                                                               |
|  | Ankylopollexia (incluant Iguanodon, Hadrosauridae, et autres) |
|  |                                                               |

|  | Bugenasaura    |
|  |                |
|  | Thescelosaurus |
|  |                |

|  | T. tilletti |
|  |             |
|  | T. dossi    |
|  |             |

|  | Dryosauridae                                                  |
|  |                                                               |
|  | Ankylopollexia (incluant Iguanodon, Hadrosauridae, et autres) |
|  |                                                               |

|  | T. tilletti |
|  |             |
|  | T. dossi    |
|  |             |

|  | Dryosauridae                                                  |
|  |                                                               |
|  | Ankylopollexia (incluant Iguanodon, Hadrosauridae, et autres) |
|  |                                                               |

|  | T. tilletti |
|  |             |
|  | T. dossi    |
|  |             |

|  | Dryosauridae                                                  |
|  |                                                               |
|  | Ankylopollexia (incluant Iguanodon, Hadrosauridae, et autres) |
|  |                                                               |

|  | T. tilletti |
|  |             |
|  | T. dossi    |
|  |             |

|  | Dryosauridae                                                  |
|  |                                                               |
|  | Ankylopollexia (incluant Iguanodon, Hadrosauridae, et autres) |
|  |                                                               |

|  | T. tilletti |
|  |             |
|  | T. dossi    |
|  |             |

|  | Dryosauridae                                                  |
|  |                                                               |
|  | Ankylopollexia (incluant Iguanodon, Hadrosauridae, et autres) |
|  |                                                               |

|  | T. tilletti |
|  |             |
|  | T. dossi    |
|  |             |

|  | Dryosauridae                                                  |
|  |                                                               |
|  | Ankylopollexia (incluant Iguanodon, Hadrosauridae, et autres) |
|  |                                                               |

|  | T. tilletti |
|  |             |
|  | T. dossi    |
|  |             |

|  | Dryosauridae                                                  |
|  |                                                               |
|  | Ankylopollexia (incluant Iguanodon, Hadrosauridae, et autres) |
|  |                                                               |

|  | T. tilletti |
|  |             |
|  | T. dossi    |
|  |             |

|  | Dryosauridae                                                  |
|  |                                                               |
|  | Ankylopollexia (incluant Iguanodon, Hadrosauridae, et autres) |
|  |                                                               |

|  | T. tilletti |
|  |             |
|  | T. dossi    |
|  |             |

|  | Dryosauridae                                                  |
|  |                                                               |
|  | Ankylopollexia (incluant Iguanodon, Hadrosauridae, et autres) |
|  |                                                               |

|  | T. tilletti |
|  |             |
|  | T. dossi    |
|  |             |

|  | Dryosauridae                                                  |
|  |                                                               |
|  | Ankylopollexia (incluant Iguanodon, Hadrosauridae, et autres) |
|  |                                                               |

|  | T. tilletti |
|  |             |
|  | T. dossi    |
|  |             |

|  | Dryosauridae                                                  |
|  |                                                               |
|  | Ankylopollexia (incluant Iguanodon, Hadrosauridae, et autres) |
|  |                                                               |

|  | T. tilletti |
|  |             |
|  | T. dossi    |
|  |             |

|  | Dryosauridae                                                  |
|  |                                                               |
|  | Ankylopollexia (incluant Iguanodon, Hadrosauridae, et autres) |
|  |                                                               |

|  | T. tilletti |
|  |             |
|  | T. dossi    |
|  |             |

|  | Dryosauridae                                                  |
|  |                                                               |
|  | Ankylopollexia (incluant Iguanodon, Hadrosauridae, et autres) |
|  |                                                               |

|  | T. tilletti |
|  |             |
|  | T. dossi    |
|  |             |

|  | Dryosauridae                                                  |
|  |                                                               |
|  | Ankylopollexia (incluant Iguanodon, Hadrosauridae, et autres) |
|  |                                                               |

|  | T. tilletti |
|  |             |
|  | T. dossi    |
|  |             |

|  | Dryosauridae                                                  |
|  |                                                               |
|  | Ankylopollexia (incluant Iguanodon, Hadrosauridae, et autres) |
|  |                                                               |

|  | T. tilletti |
|  |             |
|  | T. dossi    |
|  |             |

|  | Dryosauridae                                                  |
|  |                                                               |
|  | Ankylopollexia (incluant Iguanodon, Hadrosauridae, et autres) |
|  |                                                               |

|  | Gasparinisaura |
|  |                |
|  | Parksosaurus   |
|  |                |

|  | Bugenasaura    |
|  |                |
|  | Thescelosaurus |
|  |                |

|  | T. tilletti |
|  |             |
|  | T. dossi    |
|  |             |

|  | Dryosauridae                                                  |
|  |                                                               |
|  | Ankylopollexia (incluant Iguanodon, Hadrosauridae, et autres) |
|  |                                                               |

|  | T. tilletti |
|  |             |
|  | T. dossi    |
|  |             |

|  | Dryosauridae                                                  |
|  |                                                               |
|  | Ankylopollexia (incluant Iguanodon, Hadrosauridae, et autres) |
|  |                                                               |

|  | T. tilletti |
|  |             |
|  | T. dossi    |
|  |             |

|  | Dryosauridae                                                  |
|  |                                                               |
|  | Ankylopollexia (incluant Iguanodon, Hadrosauridae, et autres) |
|  |                                                               |

|  | T. tilletti |
|  |             |
|  | T. dossi    |
|  |             |

|  | Dryosauridae                                                  |
|  |                                                               |
|  | Ankylopollexia (incluant Iguanodon, Hadrosauridae, et autres) |
|  |                                                               |

|  | T. tilletti |
|  |             |
|  | T. dossi    |
|  |             |

|  | Dryosauridae                                                  |
|  |                                                               |
|  | Ankylopollexia (incluant Iguanodon, Hadrosauridae, et autres) |
|  |                                                               |

|  | T. tilletti |
|  |             |
|  | T. dossi    |
|  |             |

|  | Dryosauridae                                                  |
|  |                                                               |
|  | Ankylopollexia (incluant Iguanodon, Hadrosauridae, et autres) |
|  |                                                               |

|  | T. tilletti |
|  |             |
|  | T. dossi    |
|  |             |

|  | Dryosauridae                                                  |
|  |                                                               |
|  | Ankylopollexia (incluant Iguanodon, Hadrosauridae, et autres) |
|  |                                                               |

|  | T. tilletti |
|  |             |
|  | T. dossi    |
|  |             |

|  | Dryosauridae                                                  |
|  |                                                               |
|  | Ankylopollexia (incluant Iguanodon, Hadrosauridae, et autres) |
|  |                                                               |

|  | T. tilletti |
|  |             |
|  | T. dossi    |
|  |             |

|  | Dryosauridae                                                  |
|  |                                                               |
|  | Ankylopollexia (incluant Iguanodon, Hadrosauridae, et autres) |
|  |                                                               |

|  | T. tilletti |
|  |             |
|  | T. dossi    |
|  |             |

|  | Dryosauridae                                                  |
|  |                                                               |
|  | Ankylopollexia (incluant Iguanodon, Hadrosauridae, et autres) |
|  |                                                               |

|  | T. tilletti |
|  |             |
|  | T. dossi    |
|  |             |

|  | Dryosauridae                                                  |
|  |                                                               |
|  | Ankylopollexia (incluant Iguanodon, Hadrosauridae, et autres) |
|  |                                                               |

|  | T. tilletti |
|  |             |
|  | T. dossi    |
|  |             |

|  | Dryosauridae                                                  |
|  |                                                               |
|  | Ankylopollexia (incluant Iguanodon, Hadrosauridae, et autres) |
|  |                                                               |

|  | T. tilletti |
|  |             |
|  | T. dossi    |
|  |             |

|  | Dryosauridae                                                  |
|  |                                                               |
|  | Ankylopollexia (incluant Iguanodon, Hadrosauridae, et autres) |
|  |                                                               |

|  | T. tilletti |
|  |             |
|  | T. dossi    |
|  |             |

|  | Dryosauridae                                                  |
|  |                                                               |
|  | Ankylopollexia (incluant Iguanodon, Hadrosauridae, et autres) |
|  |                                                               |

|  | T. tilletti |
|  |             |
|  | T. dossi    |
|  |             |

|  | Dryosauridae                                                  |
|  |                                                               |
|  | Ankylopollexia (incluant Iguanodon, Hadrosauridae, et autres) |
|  |                                                               |

|  | T. tilletti |
|  |             |
|  | T. dossi    |
|  |             |

|  | Dryosauridae                                                  |
|  |                                                               |
|  | Ankylopollexia (incluant Iguanodon, Hadrosauridae, et autres) |
|  |                                                               |

|  | Bugenasaura    |
|  |                |
|  | Thescelosaurus |
|  |                |

|  | T. tilletti |
|  |             |
|  | T. dossi    |
|  |             |

|  | Dryosauridae                                                  |
|  |                                                               |
|  | Ankylopollexia (incluant Iguanodon, Hadrosauridae, et autres) |
|  |                                                               |

|  | T. tilletti |
|  |             |
|  | T. dossi    |
|  |             |

|  | Dryosauridae                                                  |
|  |                                                               |
|  | Ankylopollexia (incluant Iguanodon, Hadrosauridae, et autres) |
|  |                                                               |

|  | T. tilletti |
|  |             |
|  | T. dossi    |
|  |             |

|  | Dryosauridae                                                  |
|  |                                                               |
|  | Ankylopollexia (incluant Iguanodon, Hadrosauridae, et autres) |
|  |                                                               |

|  | T. tilletti |
|  |             |
|  | T. dossi    |
|  |             |

|  | Dryosauridae                                                  |
|  |                                                               |
|  | Ankylopollexia (incluant Iguanodon, Hadrosauridae, et autres) |
|  |                                                               |

|  | T. tilletti |
|  |             |
|  | T. dossi    |
|  |             |

|  | Dryosauridae                                                  |
|  |                                                               |
|  | Ankylopollexia (incluant Iguanodon, Hadrosauridae, et autres) |
|  |                                                               |

|  | T. tilletti |
|  |             |
|  | T. dossi    |
|  |             |

|  | Dryosauridae                                                  |
|  |                                                               |
|  | Ankylopollexia (incluant Iguanodon, Hadrosauridae, et autres) |
|  |                                                               |

|  | T. tilletti |
|  |             |
|  | T. dossi    |
|  |             |

|  | Dryosauridae                                                  |
|  |                                                               |
|  | Ankylopollexia (incluant Iguanodon, Hadrosauridae, et autres) |
|  |                                                               |

|  | T. tilletti |
|  |             |
|  | T. dossi    |
|  |             |

|  | Dryosauridae                                                  |
|  |                                                               |
|  | Ankylopollexia (incluant Iguanodon, Hadrosauridae, et autres) |
|  |                                                               |

|  | T. tilletti |
|  |             |
|  | T. dossi    |
|  |             |

|  | Dryosauridae                                                  |
|  |                                                               |
|  | Ankylopollexia (incluant Iguanodon, Hadrosauridae, et autres) |
|  |                                                               |

|  | T. tilletti |
|  |             |
|  | T. dossi    |
|  |             |

|  | Dryosauridae                                                  |
|  |                                                               |
|  | Ankylopollexia (incluant Iguanodon, Hadrosauridae, et autres) |
|  |                                                               |

|  | T. tilletti |
|  |             |
|  | T. dossi    |
|  |             |

|  | Dryosauridae                                                  |
|  |                                                               |
|  | Ankylopollexia (incluant Iguanodon, Hadrosauridae, et autres) |
|  |                                                               |

|  | T. tilletti |
|  |             |
|  | T. dossi    |
|  |             |

|  | Dryosauridae                                                  |
|  |                                                               |
|  | Ankylopollexia (incluant Iguanodon, Hadrosauridae, et autres) |
|  |                                                               |

|  | T. tilletti |
|  |             |
|  | T. dossi    |
|  |             |

|  | Dryosauridae                                                  |
|  |                                                               |
|  | Ankylopollexia (incluant Iguanodon, Hadrosauridae, et autres) |
|  |                                                               |

|  | T. tilletti |
|  |             |
|  | T. dossi    |
|  |             |

|  | Dryosauridae                                                  |
|  |                                                               |
|  | Ankylopollexia (incluant Iguanodon, Hadrosauridae, et autres) |
|  |                                                               |

|  | T. tilletti |
|  |             |
|  | T. dossi    |
|  |             |

|  | Dryosauridae                                                  |
|  |                                                               |
|  | Ankylopollexia (incluant Iguanodon, Hadrosauridae, et autres) |
|  |                                                               |

|  | T. tilletti |
|  |             |
|  | T. dossi    |
|  |             |

|  | Dryosauridae                                                  |
|  |                                                               |
|  | Ankylopollexia (incluant Iguanodon, Hadrosauridae, et autres) |
|  |                                                               |